# Vacation
Vacation is een Amerikaanse komische film uit 2015 geregisseerd door Jonathan Goldstein en John Francis Daley, in beide gevallen hun regiedebuut, met in de hoofdrollen onder meer Ed Helms en Christina Applegate. Het is de vijfde film in de serie National Lampoon's Vacation en losjes gebaseerd op de eerste film uit 1983, waaruit meerdere personages terugkeren.

## Verhaal
Rusty Griswold (Ed Helms) is getrouwd met Debbie (Christina Applegate), met wie hij twee zoons heeft. De oudste is de verlegen James (Skyler Gisondo) en de jongste de nare Kevin (Steele Stebbins). Kevin pest James heel veel, hij bekladt bijvoorbeeld James' gitaar met de tekst "ik heb een vagina". James heeft veel last van het gepest, maar treedt er niet tegen op. Hij klaagt er wel over bij zijn ouders, maar die doen er niets aan, of op een manier die niet veel helpt of het probleem erger maakt. Rusty denkt bijvoorbeeld het probleem met de gitaar op te lossen door "vagina" door te strepen en er "penis" bij te zetten.
Rusty besluit met zijn gezin van Chicago per auto naar de westkust te reizen, naar het (fictieve) pretpark Walley World, waar hij met zijn ouders vroeger ook eens geweest is, zoals getoond in de eerste film. Ze reizen in een geheimzinnige Albanese huurauto, met een paneel van knoppen waar de functie niet duidelijk van is. Het uitproberen ervan leidt tot levensgevaarlijke situaties.
Via 27 MC kraamt Kevin beledigende taal uit naar een vrachtwagenchauffeur, en Rusty maakt het door onhandigheid nog erger. De vrachtwagenchauffeur lijkt hen later te belagen om wraak te nemen, maar hij wil dan alleen Debbies trouwring teruggeven, die hij gevonden heeft.
Onderweg ontmoet James een leuk meisje, Adena. Via James' bekladde gitaar komt zijn vervelende broer ter sprake. Adena gaat ervan uit dat het een grote broer moet zijn, en James laat haar in de waan. Wanneer vervolgens blijkt dat het een jong broertje is moedigt Adena James aan om niet over zich te laten lopen. Daarop duwt James Kevin tegen de grond en betast zijn gezicht op een ruwe, maar niet gewelddadige manier. Dat maakt zo'n indruk dat het pesten stopt.
Als in Arkansas hun auto gestolen wordt, zoeken de Griswolds hulp bij Rusty's zus Audrey (Leslie Mann) in Texas. Tot Rusty's ontzetting maakt haar echtgenoot Stone (Chris Hemsworth) nogal openlijke avances richting Debbie.
Rusty en Debbie gaan midden in de nacht voor avontuurlijke seks in de open lucht naar Four Corners. Er zijn daar echter veel mensen die hetzelfde willen, en ze krijgen te horen dat ze op hun beurt moeten wachten. Politiemensen uit de vier staten jagen iedereen weg, en gaan onderling ruzie maken.
Ook gedurende de rest van de reis, die onder meer ook langs de Grand Canyon voert, gaat er van alles mis.

## Rolverdeling
| Acteur              | Personage                  | Opmerkingen                    |
| ------------------- | -------------------------- | ------------------------------ |
| Ed Helms            | Rusty Griswold             |                                |
| Christina Applegate | Debbie Griswold            | Rusty's vrouw                  |
| Skyler Gisondo      | James Griswold             | Rusty en Debbie's oudste zoon  |
| Steele Stebbins     | Kevin Griswold             | Rusty en Debbie's jongste zoon |
| Leslie Mann         | Audrey Griswold-Crandall   | Rusty's zus                    |
| Chris Hemsworth     | Stone Crandall             | Audrey's man                   |
| Chevy Chase         | Clark Griswold             | Rusty's vader                  |
| Beverly D'Angelo    | Ellen Griswold             | Rusty's moeder                 |
| Charlie Day         | Chad                       | raftinggids                    |
| Ron Livingston      | Ethan                      | collega en rivaal van Rusty    |
| Norman Reedus       | vrachtwagenchauffeur       |                                |
| Keegan-Michael Key  | Jack Peterson              | vriend van Rusty               |
| Regina Hall         | Nancy Peterson             | Jacks vrouw                    |
| Elizabeth Gillies   | Heather                    |                                |
| Tim Heidecker       | politieagent in Utah       |                                |
| Nick Kroll          | politieagent in Colorado   |                                |
| Kaitlin Olson       | politieagente in Arizona   |                                |
| Michael Peña        | politieagent in New Mexico |                                |
| Colin Hanks         | Jake                       |                                |
| John Francis Daley  | medewerker Walley World    | tevens co-regisseur            |

## Productie
De film is opgenomen in onder meer de staten Georgia en North Carolina. Het pretpark Six Flags Over Georgia deed dienst als Walley World.
De minivan van het fictieve Albanese type "Tartan Prancer" is een sterk gewijzigde Toyota Previa, waaraan onder meer de koplampen van een Land Rover Discovery 3 zijn toegevoegd.